# Pyeongchang-dong
Pyeongchang-dong (koreanska: 평창동) är en stadsdel i stadsdistriktet Jongno-gu i Sydkoreas huvudstad Seoul. 